# CBS News (serviço de streaming)
A CBS News Streaming Network (abreviada como CBS News) é um canal de notícias via streaming operado pela CBS News e pela Paramount Streaming, divisões da Paramount Global. O serviço foi lançado como CBSN em 6 de novembro de 2014, a fim de fornecer notícias ao vivo pela internet. O CBS News Streaming foi projetado principalmente como um serviço online; é distribuído exclusivamente pelo site cbsnews.com, aplicativos móveis e por meio de reprodutores de mídia digital, como Amazon Fire TV, Apple TV, Haystack News, Pluto TV, Xumo, FuboTV, Roku e Samsung TV Plus, ao invés de plataformas tradicionais, como televisão aberta ou por assinatura. Desde 21 de setembro de 2015, alguns materiais da CBS News Streaming são reaproveitados na rede de televisão CBS como parte do CBS Overnight News.
O serviço sustentado por anúncios transmite principalmente conteúdo da CBS News junto com outras propriedades da CBS, apresentadas durante a maior parte do dia por várias personalidades da CBS News, juntamente com cobertura das últimas notícias e eventos ao vivo. A CBS News Streaming também serve como um canal de timeshift, transmitindo alguns programas da CBS News com pequeno atraso. A CBS News Streaming foi projetado principalmente para atrair um público mais jovem com um formato que permite aos espectadores assisti-la como um fluxo linear ao vivo ou assistir a trechos de programas sob demanda.
Em dezembro de 2018, o serviço foi disponibilizado na Austrália por meio do 10 All Access, serviço de streaming de propriedade da Paramount operado pela Network 10.
Em janeiro de 2022, o serviço deixou de lado a marca CBSN para adotar a atual nomenclatura, tornando-se CBS News, mesmo nome da divisão de notícias da CBS.